# Танат (Западно-Казахстанская область)
Танат (каз. Таңат) — село в Казталовском районе Западно-Казахстанской области Казахстана. Входит в состав Жанажолского сельского округа. Код КАТО — 274845500.
Село расположено на реке Большой Узень.

## Население
В 1999 году население села составляло 163 человека (85 мужчин и 78 женщин). По данным переписи 2009 года, в селе проживали 102 человека (51 мужчина и 51 женщина).